# Grup d'Assistència de les Nacions Unides per al Període de Transició
El Grup d'Assistència de les Nacions Unides a la Transició (UNTAG) era una força de manteniment de la pau Nacions Unides (ONU) desplegada des d'abril de 1989 fins a març de 1990 a Namíbia per supervisar el procés de pau i les eleccions. Namíbia havia estat ocupada per Sud-àfrica des de 1915, primer sota un mandat de Societat de Nacions i posteriorment il·legalment. Des de 1966, les forces sud-africanes havien estat combatent una insurrecció per part del l'Exèrcit Popular d'Alliberament de Namíbia (PLAN), l'ala militar de l'Organització del Poble del Sud-Oest Africà (SWAPO). El Consell de Seguretat de l'ONU va aprovar la Resolució 435 del Consell de Seguretat de les Nacions Unides en 1978, que va establir un pla per a les eleccions administrades per Sud-àfrica, però sota la supervisió i el control de l'ONU després d'un alto el foc. Tanmateix, només el 1988 les dues parts van poder acceptar un alto el foc. A mesura que la UNTAG començava a desplegar pacificadors, observadors militars, policies i treballadors polítics, les hostilitats es van renovar breument el dia en què es va iniciar el procés de transició. Després d'una nova ronda de negociacions, es va establir una segona data i el procés d'eleccions va començar de debò. Les eleccions per a la assemblea constitucional es van produir el novembre de 1989. Van ser pacífiques i declarades lliures i justes; SWAPO va guanyar la majoria dels escons. La nova constitució va ser adoptada quatre mesos més tard i es va produir la independència oficial de Namíbia i la conclusió amb èxit de la UNTAG.

## Antecedents

### Domini sud-africà

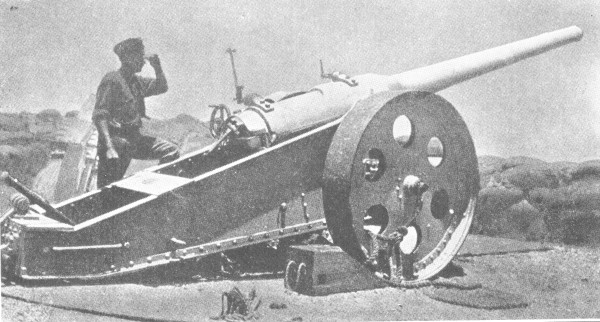
Una peça d'artilleria britànica que s'utilitzava a l'Àfrica del Sud-oest el 1916

Durant la Primera Guerra Mundial, Sud-àfrica va ocupar l'Àfrica Sud-occidental alemanya, l'actual Namíbia. Després de la guerra, Sud-àfrica va rebre el Mandat de la Societat de Nacions per administrar el territori d'Àfrica del Sud-oest com una colònia. Sud-àfrica va dirigir el país com si fos simplement una altra província, concedint-li una representació política al Parlament sud-africà (encara que sota restriccions discriminatòries de l'apartheid) i integrant-lo econòmicament el país. Encara que es parlava d'unió oficial, el govern mai va actuar oficialment per annexar el territori.
Després de la Segona Guerra Mundial, quan les Nacions Unides van substituir a la Societat de les Nacions, Sud-àfrica es va negar a acceptar un fideicomís de l'ONU a l'Àfrica del Sud-oest i simultàniament va declarar acabat el mandat de la SDN, ja que ja no existia. El tribunal Internacional de Justícia (CIJ) va declarar que si bé Sud-àfrica no tenia cap obligació legal d'acceptar la tutela, tampoc no tenia dret a anul·lar el mandat.

### Comença la lluita

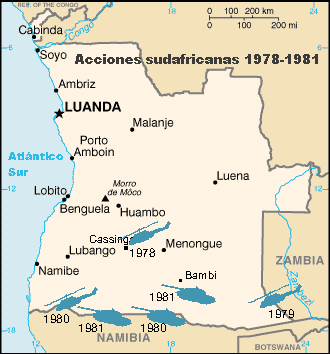
Mapa de les incursions de la SADF a Angola, 1978-1981

En 1966 l'Assemblea General de l'ONU va revocar el mandat de Sud-àfrica i va declarar que l'Àfrica del Sud-oest es trobava sota l'administració de l'ONU fins que no poguera obtenir la independència. També en 1966 el SWAPO, que s'havia convertit en l'organització nacionalista preeminent a Namíbia a principis dels anys 60, comença a llançar atacs guerrillers des de Zàmbia amb la seva ala militar, conegut com l'Exèrcit Popular d'Alliberament de Namíbia (PLAN). La primera escaramussa entre el PLAN i la Força de Defensa de Sud-àfrica (SADF) en el que es coneixia com la Guerra de la Independència de Namíbia va tenir lloc el 26 d'agost de 1966 a Omugulugwombashe. Més els pròxims anys van seguir una sèrie de resolucions de l'Assemblea General relatives al territori, incloent-hi una, en 1968 canviant el nom del territori a Namíbia i moltes altres condemnant l'ocupació sud-africana i demanant eleccions. El Consell de Seguretat de l'ONU va aprovar les accions de l'Assemblea General a la Resolució 264 del Consell de Seguretat de les Nacions Unides de 1969. Mentrestant, Sud-àfrica va començar a crear el seu propi règim a Namíbia, sense eleccions lliures ni participació internacional.
El 1975, Angola, el veí del nord de Namíbia, va obtenir la seva independència de Portugal i es va fer càrrec d'un govern de coalició. Tanmateix la coalició es va trencar ràpidament i es va iniciar la Guerra Civil angolesa. Els Estats Units i Sud-àfrica van recolzar a un grup, la Unió Nacional per a la independència total d'Angola (UNITA), la Unió Soviètica va donar suport al Moviment Popular per a l'Alliberament d'Angola (MPLA), i la República Popular de la Xina va donar suport al Front Nacional d'Alliberament d'Angola (FNLA). El MPLA va ocupar la capital i els camps petroliers econòmicament crucials amb l'ajuda de les tropes cubanes i aviat va ser reconegut com a govern legítim de molts països, tot i que UNITA i FNLA es van unir i van continuar controlant grans franges del país. El MPLA va permetre a SWAPO establir bases sobre sòls angolesos per llançar atacs a la SADF i altres objectius.

### Resposta de l'ONU
El 30 de gener de 1976, el Consell de Seguretat va adoptar la Resolució 385 del Consell de Seguretat de les Nacions Unides que va declarar que era imprescindible celebrar eleccions lliures sota la supervisió i el control de l'ONU per a tota Namíbia com una entitat política. Com que Sud-àfrica no va acceptar inicialment el pla, els cinc membres occidentals del Consell de Seguretat (el "Grup de contacte") van celebrar una sèrie de converses amb els "Estats del front", SWAPO, Sud-àfrica i el Comissari de Nacions Unides per a Namíbia, Martti Ahtisaari, fins que es va acordar una "proposta d'acord amb la situació de Namíbia" entre els negociadors i es va presentar al Consell de Seguretat el 10 d'abril de 1978.

## Fundació

### Proposta de retirada
La Proposta de Retirada contenia un compromís negociat. Es va descriure com un "acord de treball" que "no constitueix de cap manera el reconeixement de la legalitat de la presència i la administració sud-africana de Namíbia i que va permetre a Sud-àfrica, a través d'un administrador general designat per ell, administrar però sota la supervisió i el control de les Nacions Unides exercida a través d'un Representant Especial del Secretari General, que estarà assistit per un "Grup d'Assistència de Transició de les Nacions Unides" (UNTAG). Més tard, el 1978, el Consell de Seguretat de l'ONU va aprovar una resolució amb un pla específic per a la retirada de la SADF i les eleccions de Namíbia i va autoritzar a la UNTAG amb una força militar i civil combinada, facilitant la transició a la independència. El pla depenia d'un acord sobre un anomenat "Dia D" per al començament de l'alto el foc. No obstant això, en aquest punt, Sud-àfrica s'havia incorporat al conflicte d'Angola en un intent de reprimir la insurrecció SWAPO i va fer una nova demanda: l'anomenat "enllaç" de la retirada de les tropes cubanes d'Angola i la seva retirada de Namíbia. Altres assumptes, com ara la composició de les forces de la UNTAG i l'estatus del port de Walvis Bay també van mantenir les parts d'arribar a un acord sobre la data d'un alto el foc.
Les converses es van estancar durant la dècada següent a mesura que va continuar la guerra civil a Angola. No va ser fins a l'any 1988 que Cuba, Angola i Sud-àfrica van arribar a un acord, anomenat "Acord tripartit" o "Acords de Nova York", amb la mediació del Secretari d'Estat assistent Chester Crocker. Una sèrie de reunions que van començar a Londres i que van culminar a Ginebra van donar lloc a un acord d'alto el foc iniciat el 8 d'agost de 1988. Una reunió final a Brazzaville va establir l'1 d'abril de 1989 com a "dia D" quan començaria la implementació de la Resolució 435 del Consell de Seguretat de les Nacions Unides. Els acords de Nova York entre Cuba, Angola i Sud-àfrica es van signar formalment a la seu de les Nacions Unides a Nova York el 22 de desembre de 1988, acabant oficialment amb Guerra de la Frontera Sud-africana, tot i que l'alto el foc es va esfondrar a Angola uns mesos després.

### Aprovació
El Consell de Seguretat va expressar la seva preocupació pel cost d'implementar la resolució, ja que l'ONU havia sofert una severa crisi financera a la fi dels anys vuitanta. No obstant això, diversos grups, inclosa l'Organització per a la Unitat Africana (OUA), el Moviment dels Països No Alineats i SWAPO es van oposar a una reducció de la grandària de la força del nombre establert el 1978. Com a compromís, el Secretari General de les Nacions Unides Javier Pérez de Cuéllar va decidir reduir el desplegament inicial de 7.000 a 4.650, deixant els 2.350 addicionals estacionats als seus països d'origen per ser desplegats si ho sol·licitava l'oficial comandant i aprovava el cap de la UNTAG, el secretari general i el Consell de Seguretat. En lloc d'aquests soldats, es van afegir observadors de policia i militars addicionals a la missió.
Finalment, el 9 de febrer de 1989, el secretari general va presentar al Consell de Seguretat una resolució i una declaració d'urgència, afirmant que tot s'havia de fer ràpidament si tots els plans de la Resolució 435 es duria a terme segons el calendari. El 16 de febrer de 1989, el Consell de Seguretat va aprovar la missió a la Resolució 632 del Consell de Seguretat de les Nacions Unides. L'Assemblea General, però, no va aprovar el pressupost per a la missió fins l'1 de març de 1989 i, a causa de continus problemes financers, fins i tot llavors, l'ONU no tenia fons de reserva per començar a fer sol·licituds als estats membres. El desplegament complet de la UNTAG es va retardar gairebé un mes sencer.

## Mandat
El mandat de la UNTAG en virtut de la Resolució 435 era principalment crear un entorn adequat per a eleccions lliures i justes per a una assemblea constituent que elaborés una constitució per a la nació. La missió completa estava sota el control del representant especial, Martti Ahtisaari. El component militar estava comandat pel tinent general Dewan Prem Chand de l'Índia. UNTAG tenia la base a Windhoek, la capital de Namíbia i la ciutat més gran.

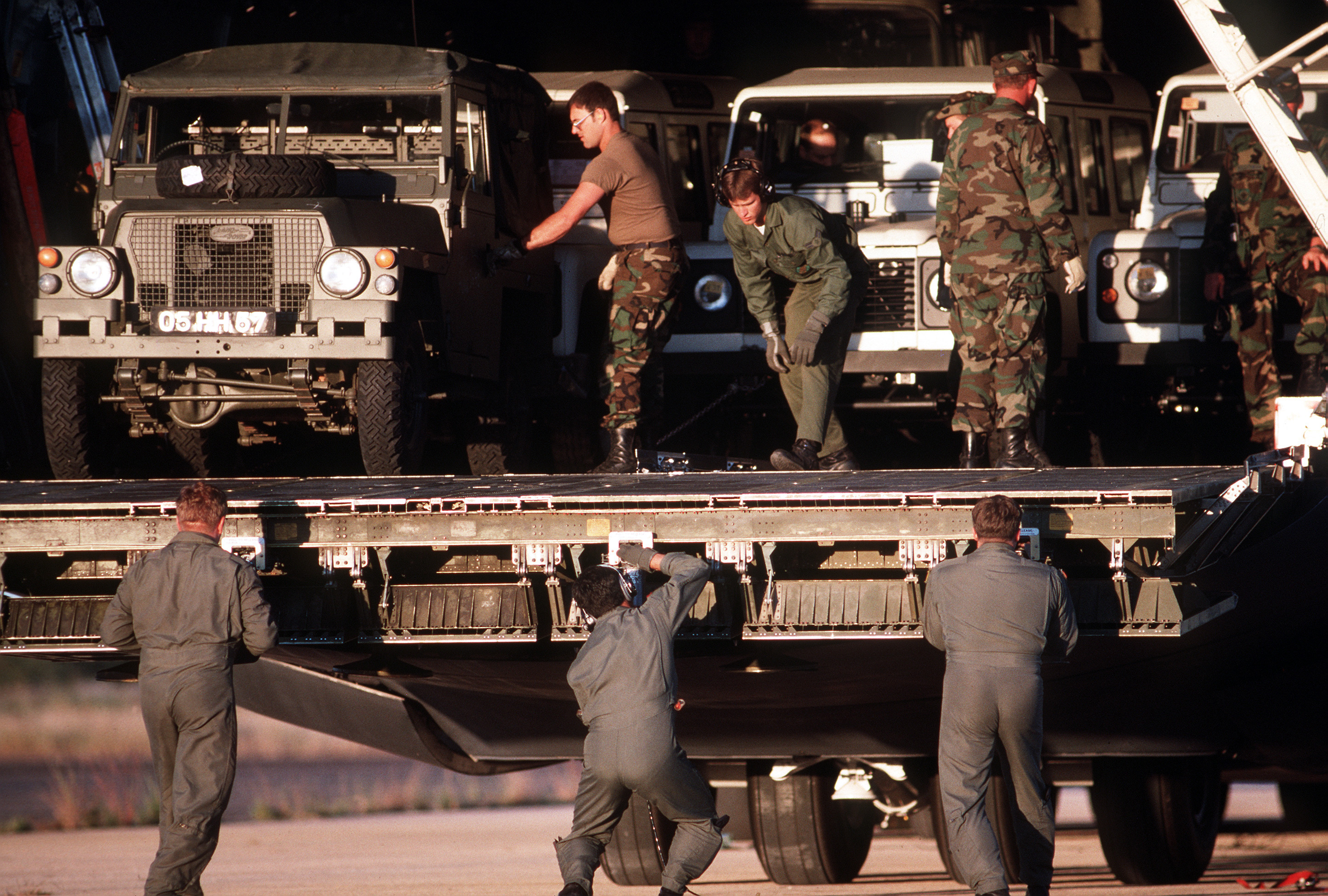
Arribada a Grootfontein de Landrovers destinats a les tropes de la UNTAG

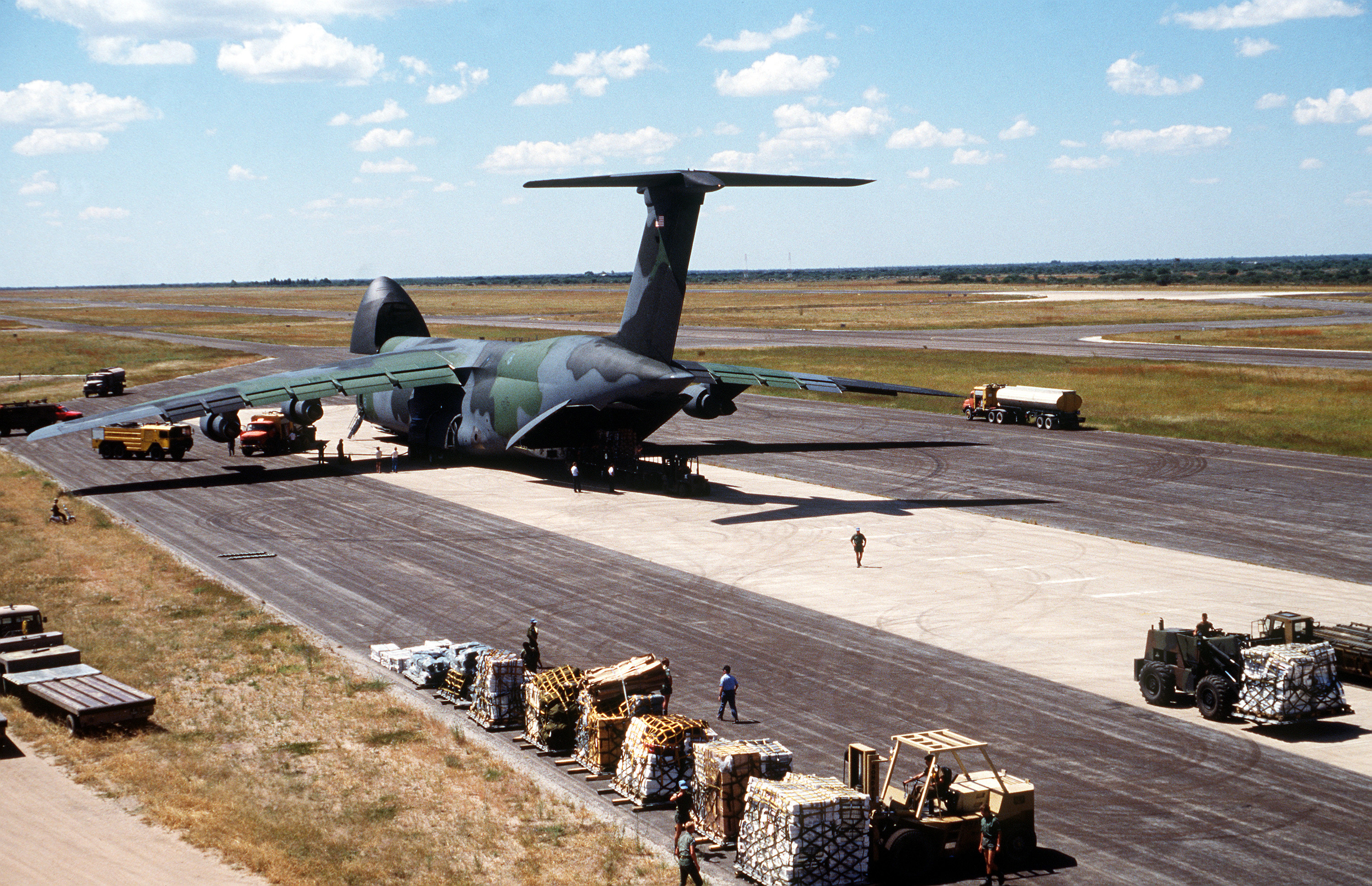
Descàrrega d'equips destinats a la UNTAG a Grootfontein el 8 d'abril de 1989

### Civil
El component civil de la missió tenia una sèrie de parts de la següent manera:
- Oficina del Representant Especial del Secretari General (SRSG), Martti Ahtisaari. El seu paper era donar suport al SRSG i proporcionar la connexió política amb l'ONU a Nova York. L'oficina UNTAG de Martti Ahtisaari va supervisar tots els aspectes de la missió i es va encarregar específicament de les negociacions diplomàtiques amb líders polítics i militars de Namíbia, incloent l'administrador general sud-africà (AG), Louis Pienaar. (27 persones)
- Director d'Administració. Per assegurar el compliment de la política de les Nacions Unides en àmbits com la rendició de comptes financer, els procediments logístics i la política de personal. (354 persones)
- Monitors de policia civil (CIVPOL). La policia civil va formar la part més gran del component civil de la UNTAG, amb 1.500 persones. Aquesta policia es va utilitzar tant per controlar les accions de les forces de seguretat policials com per evitar la intimidació electoral o violacions dels drets humans, així com ajudar a establir i mantenir la llei i l'ordre. 25 estats membres van aportar policies a la força, que va ser dirigit per Steven Fanning d'Irlanda.[11] (1000 personnel)
- Unitat Electoral. Aquesta branca de la UNTAG es va encarregar de planificar, facilitar i controlar les eleccions. Aquest grup havia de registrar-se i informar els votants i els candidats dels procediments en un país sense tradició democràtica, així com proporcionar el transport segur i el recompte de paperetes. Gairebé 30 països es van oferir com a monitors electorals per a la presa de votació i el recompte de les votacions.[11] Educar als habitants de Namíbia en el procés electoral i supervisar la realització de les eleccions per part de l'administrador general sud-africà. (990 persones)
- L'Alt Comissionat de les Nacions Unides per als Refugiats (ACNUR) va ser encarregat de controlar i ajudar el retorn dels refugiats a les zones desfavorides per la guerra, així com als exiliats polítics i insurgents amb seu a països estrangers. Ambdós van ajudar a garantir l'accés al país i amb el reassentament i la reintegració a la societat de Namíbia abans de les eleccions. UNTAG també va proporcionar un jurista independent per adjudicar els casos de detinguts, presos polítics i exiliats forçats. Carl Nörgaard de Dinamarca va ser nomenat per aquest càrrec el 1978 i va complir els seus deures quan finalment es va presentar l'oportunitat el 1989.[11] (49 persones)
- Jurats independents. Donar suport al SRSG en l'avaluació i la certificació lliure i justa de les eleccions. (4 persones)

### Militar
El component militar (MILCOM) va ser el responsable de controlar l'alto el foc, desarmar als militants del SWAPO, supervisar la retirada de la SADF i controlar les fronteres.
La força es va organitzar de la manera següent:
- Seu de la Força de la UNTAG. Les tropes procedien de 28 països i la dotació de personal de la Seu del Comandament de la Força va reflectir les diverses nacionalitats contingents. Aquesta és una pràctica habitual a les missions militars de l'ONU que ocupen càrrecs de funcionaris militars d'alt nivell d'acord amb els compromisos nacionals. Per exemple, a conseqüència de proporcionar els batallons d'infanteria Kenya, Malàisia i Finlàndia proporcionaren oficials que ocuparen càrrecs de comandant adjunt, cap d'Estat Major i cap d'operacions, respectivament. Polònia va proporcionar un cap de logística, Txecoslovàquia un monitor militar cap, Canadà un subdirector de logística i Austràlia un enginyer en cap. Les implicacions de la manca de procediments comuns del personal són evidents i provoquen nombrosos retards en l'establiment d'una Seu funcional.
- Una brigada d'infanteria composta per tres batallons d'infanteria engrandits procedents de Finlàndia, Kenya i Malàisia. Es van identificar quatre batallons de reserva estacionats als seus països d'origen de Bangladesh, Togo, Veneçuela i Iugoslàvia, però no van ser desplegats.
- Component del grup d'especialistes (consistia en un batalló logístic polonès que proporcionava la tercera línia de suport logístic, una unitat mèdica militar/civil conjunta basada en una Unitat Mèdica de Suïssa, Control e Moviment i Unitat Postal de Dinamarca, un Esquadró Enginyer Australià, la Unitat Logística Canadenca va proporcionar suport logístic de segona línia fins que va ser retirat, i el Grup de Suport Logístic i un Esquadró de Senyals del Regne Unit.
- Companyia de Policies Militars Monitors de 14 estats membres.
- Monitors del Grup de Suport aeri (consistia en un Esquadró de la Seu Central, Esquadró de Transport Tècnic d'Utilitat Tàctica, Vol de Transport Tàctic Pesat, Helicòpter de Transport Mitjà, Esquadró d'Helicòpters de Transport d'Utilitats) d'Itàlia i Espanya.
- La Unió Soviètica i els Estats Units també van proporcionar transport per al desplegament inicial de les forces militars.[11]

### Col·laboradors amb personal militar i uniformat
Els següents països van proporcionar tropes, observadors militars, policies civils i personal de la seu militar a aquesta Missió:
|    | País                           | Contribució                                                                          | Referències                                   |
| -- | ------------------------------ | ------------------------------------------------------------------------------------ | --------------------------------------------- |
| 1  | Austràlia                      | 309 Enginyers, Caserna d'Enginyers, Policia Militar, 30 supervisors electorals       | [ 19 ] [ 20 ] [ 21 ] [ 22 ] [ 24 ] [ 25 ]     |
| 2  | Àustria                        | 50 policies civils                                                                   | [ 19 ] [ 21 ]                                 |
| 3  | Bangladesh                     | 25 observadors militars, 60 policies civils                                          | [ 19 ] [ 20 ] [ 21 ] [ 24 ]                   |
| 4  | Barbados                       | policies civils                                                                      | [ 19 ] [ Note 1 ]                             |
| 5  | Bèlgica                        | policies civils                                                                      | [ 19 ]                                        |
| 6  | Canadà                         | 255 tropes logístiques, 100 policies civils, supervisors electorals                  | [ 19 ] [ 20 ] [ 21 ] [ 22 ] [ 24 ] [ 25 ]     |
| 7  | Xina                           | supervisors electorals, 20 personal d'administració                                  | [ 19 ] [ Note 1 ] [ 23 ] [ 25 ]               |
| 8  | Congo                          | supervisors electorals                                                               | [ 19 ] [ 25 ]                                 |
| 9  | Costa Rica                     | supervisors electorals                                                               | [ 19 ] [ Note 1 ] [ 23 ] [ 25 ]               |
| 10 | Txecoslovàquia                 | 20 observadors militars                                                              | [ 19 ] [ 20 ] [ 21 ] [ 24 ]                   |
| 11 | Dinamarca                      | Companyia Administrativa, Control de Moviment, Postal, supervisors electorals        | [ 19 ] [ 20 ] [ 22 ] [ 24 ] [ 25 ]            |
| 12 | Egipte                         | policies civils                                                                      | [ 19 ] [ 21 ] [ Note 1 ] [ 23 ]               |
| 13 | República Federal d'Alemanya   | policies civils, supervisors electorals                                              | [ 19 ] [ Note 1 ] [ 23 ] [ 25 ]               |
| 14 | Fiji                           | policies civils                                                                      | [ 19 ]                                        |
| 15 | Finlàndia                      | Batalló d'infanteria, observadors militars, supervisors electorals                   | [ 19 ] [ 20 ] [ 22 ] [ 24 ] [ 25 ]            |
| 16 | França                         | supervisors electorals                                                               | [ 19 ] [ 25 ]                                 |
| 17 | República Democràtica Alemanya | policies civils, supervisors electorals                                              | [ 19 ] [ Note 1 ] [ 23 ] [ 25 ]               |
| 18 | Ghana                          | policies civils, supervisors electorals                                              | [ 19 ] [ 25 ]                                 |
| 19 | Grècia                         | supervisors electorals                                                               | [ 19 ] [ Note 1 ] [ 23 ] [ 25 ]               |
| 20 | Guyana                         | policies civils                                                                      | [ 19 ] [ Note 1 ] [ 23 ]                      |
| 21 | Hongria                        | policies civils                                                                      | [ 19 ]                                        |
| 22 | Índia                          | policies civils, observadors militars, supervisors electorals                        | [ 19 ] [ 20 ] [ 24 ] [ 25 ]                   |
| 23 | Indonèsia                      | policies civils                                                                      | [ 19 ]                                        |
| 24 | Irlanda                        | policies civils, observadors militars                                                | [ 19 ] [ 20 ] [ 24 ]                          |
| 25 | Itàlia                         | Esquadró d'Helicòpters                                                               | [ 19 ] [ 20 ] [ 22 ]                          |
| 26 | Jamaica                        | policies civils                                                                      | [ 19 ] [ Note 1 ] [ 23 ]                      |
| 27 | supervisors electorals         | [ 19 ] [ 25 ]                                                                        |                                               |
| 28 | Kenya                          | Comandant adjunt, Batalló d'infanteria, observadors militars, supervisors electorals | [ 19 ] [ 20 ] [ 21 ] [ 22 ] [ 24 ] [ 25 ]     |
| 29 | Malàisia                       | Batalló d'infanteria, observadors militars                                           | [ 19 ] [ 20 ] [ 22 ] [ 24 ]                   |
| 30 | Països Baixos                  | policies civils                                                                      | [ 19 ]                                        |
| 31 | Nova Zelanda                   | 15 enginyers militars, 32 policies civils                                            | [ 19 ] [ 21 ] [ 22 ]                          |
| 32 | Nigèria                        | policies civils, supervisors electorals                                              | [ 19 ] [ 25 ]                                 |
| 33 | Noruega                        | policies civils, supervisors electorals                                              | [ 19 ] [ 25 ]                                 |
| 34 | Pakistan                       | 20 observadors militars, 136 policies civils, 40 observadors electorals              | [ 19 ] [ 20 ] [ 21 ] [ 24 ] [ 25 ]            |
| 35 | Panama                         | observadors militars                                                                 | [ 19 ] [ 20 ] [ 24 ]                          |
| 36 | Perú                           | observadors militars                                                                 | [ 19 ] [ 20 ] [ 24 ]                          |
| 37 | Polònia                        | batalló logístic, observadors militars, supervisors electorals                       | [ 19 ] [ 20 ] [ 22 ] [ 24 ] [ 25 ]            |
| 38 | Portugal                       | supervisors electorals                                                               | [ 19 ] [ 25 ]                                 |
| 39 | Senegal                        |                                                                                      | [ 20 ]                                        |
| 40 | Singapur                       | policies civils, supervisors electorals                                              | [ 19 ] [ Note 1 ] [ 23 ] [ 25 ]               |
| 41 | Espanya                        | Esquadró Lleuger de Transport Aeri                                                   | [ 19 ] [ 20 ] [ 22 ]                          |
| 42 | Sudan                          | observadors militars                                                                 | [ 19 ] [ 20 ] [ 24 ]                          |
| 43 | Suècia                         | policies civils, supervisors electorals                                              | [ 19 ] [ 20 ] [ 25 ]                          |
| 44 | Suïssa                         | Unitat mèdica, supervisors electorals                                                | [ 19 ] [ 20 ] [ 22 ] [ Note 1 ] [ 23 ] [ 25 ] |
| 45 | Tailàndia                      | supervisors electorals                                                               | [ 19 ] [ 25 ]                                 |
| 46 | Togo                           | observadors militars                                                                 | [ 19 ] [ 20 ] [ Note 1 ] [ 23 ] [ 24 ]        |
| 47 | Trinitat i Tobago              | supervisors electorals                                                               | [ 19 ] [ Note 1 ] [ 23 ] [ 25 ]               |
| 48 | Tunísia                        | policies civils                                                                      | [ 19 ]                                        |
| 49 | Unió Soviètica                 | transport aeri, supervisors electorals                                               | [ 19 ] [ 24 ] [ 25 ]                          |
| 50 | Regne Unit                     | Esquadró de senyals, supervisors electorals                                          | [ 19 ] [ 20 ] [ 24 ] [ 25 ]                   |
| 51 | Estats Units d'Amèrica         | Transport eri                                                                        | [ 19 ] [ 24 ]                                 |
| 52 | Iugoslàvia                     | observadors militars                                                                 | [ 19 ] [ 20 ] [ 24 ]                          |

## Implementació

### Arribada del Dia D

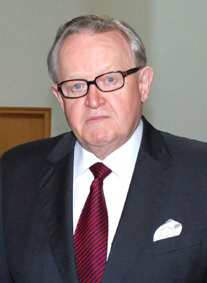
Martti Ahtisaari en 2007

L'1 d'abril de 1989- "Dia D" per al pla de pau - la UNTAG encara no estava plenament desplegada i les unitats desplegades, majoritàriament civils i monitors, mancaven d'equips per al transport i la comunicació. Malgrat això, les esperances eren elevades, ja que l'alto el foc informal s'havia mantingut durant gairebé set mesos. Tanmateix, al matí, la SADF va informar que grups fortament armats de combatents de PLAN havien començat a travessar la frontera i establir posicions al nord de Namíbia en violacions de l'acord que haurien de limitar-se a les seves bases angoleses. El SWAPO inicialment va negar que havia violat els termes de l'acord, i va afirmar que els seus lluitadors havien anat a entregar les armes a la UNTAG i que havien estat atacats per la SADF.
El cap de la UNTAG, Martti Ahtisaari, va estar sota la pressió del primer ministre britànic, Margaret Thatcher, que visitava Àfrica del Sud en aquella època, i del ministre d'Afers Exteriors sud-africà, Pik Botha, per permetre a les forces de la SADF abandonar les seves bases i repel·lir les incursions SWAPO. Ahtisaari ràpidament va decidir permetre un desplegament limitat. Més tard, descriuria aquesta decisió com la més difícil:
| « | "Estàvem en un negoci de restricció, no alliberant tropes però intentant frenar-les, si no, tot l'exèrcit de Sud-àfrica podria haver anat després de les guerrilles namíbies, i crec que podrien haver entrat a Angola limitant la represàlia sud-africana a la meitat dotzena de batallons i unitats policials, el procés de transició va ser salvat finalment." | » |

Un període de lluites intenses va provocar com a conseqüència la mort d'almenys 263 guerrillers i 27 sud-africans. Les tenses negociacions a Mount Etjo, un safari al centre de Namíbia, van acabar amb un compromís de ambdues parts al procés de pau i el líder de SWAPO, Sam Nujoma, demanant a tots els lluitadors de SWAPO que tornessin a les seves bases a Angola. Tanmateix, el SADF va mantenir posicions molt properes als punts de recollida de la UNTAG per als combatents SWAPO i, per tant, es va negar a acostar-se i rebutjar l'acompanyament de la UNTAG. Van continuar els enfrontaments entre les tropes SADF i les forces SWAPO que reclamaven tornar a Angola. Es va arribar a un nou acord el 20 d'abril de 1989, quan les forces SADF es van retirar a la base durant 60 hores, cosa que va permetre a les forces de SWAPO retirar-se pacíficament. La SADF va tenir dues setmanes per confirmar que SWAPO havia abandonat Namíbia i també per capturar els dipòsits d'armes descoberts.
La lluita renovada i la decisió d'Ahtisaari de permetre a les forces sud-africanes sortir de les seves casernes van provocar una reacció, especialment entre les nacions africanes. En resposta, l'ONU va augmentar la quantitat de policia i va nomenar Joseph Legwaila de Botswana per ser adjunt del Sr. Ahtisaari. Després de l'acord d'Etjo, la retirada i la verificació van passar sense incidents i al final UNTAG es va desplegar gairebé completament, tot i que un més tard.

### Restablit l'alto del foc
Malgrat el retard provocat pels combats d'abril, la retirada del personal militar de Sud-àfrica va continuar amb el temps, amb tropes confinades a la base abans del 13 de maig i es va reduir a l'acordat 1.500 el 24 de juny de 1989. La UNTAG també va confirmar un segon desarmament de milícies importants, principalment els 22.000 membres de la Força Territorial d'Àfrica del Sud-Oest i els 11.000 "forces ciutadanes locals". Aquestes estaven formades per milícies pagades i controlades per Sud-àfrica, que havien estat desarmades i dissoltes abans de l'1 d'abril, però van ser reclamades de nou per a combatre als primers enfrontaments d'abril. A l'1 de juny, s'havien desmobilitzat un cop més.
La UNTAG també va ser acusada de controlar les forces SWAPO amb seu al sud d'Angola i, malgrat les nombroses acusacions, majoritàriament dels sud-africans, que s'estaven concentrant a la frontera o violant els acords fronterers, aquestes denúncies van ser denegades per la UNTAG.
Després de la restricció del SADF a la base, la Policia d'Àfrica del Sud-oest (SWAPOL) va ser l'única força controlada per Sud-àfrica a Namíbia i també les principals forces que mantenien la llei i l'ordre a la província. Les forces policials de la UNTAG es van esforçar fortament a controlar totes les forces policials, que no sempre eren cooperatives. Hi va haver nombrosos informes sobre la mala conducta policial, tot i que van disminuir durant el desplegament de la UNTAG. Els antics membres del grup Koevoet, un grup paramilitar contrainsusrgent que es va dissoldre el 1989 i que es va incorporar a la SWAPOL, va resultar ser el més problemàtic. Segons l'informe de l'ONU, durant els primers mesos, les primeres unitats de Koevoet viatjaven fortament armades i, sovint, es comunicava que s'havien comportat amb violència i intimidació, tal com ho van fer durant la insurgència.
A mesura que van arribar aquests informes, la UNTAG va iniciar negociacions amb AG Pienaar i el Govern sud-africà, exigint que totes les forces sud-africanes a Namíbia estiguessin lleugerament armades i que les antigues forces i estructures de comandament Koevoet es dissolguessin, ja que la major part del personal de Koevoet no havia estat entrenat com a policia. Sud-àfrica va afirmar, però, que la massificació de les forces SWAPO a la frontera exigia a les forces antigues de Koevoet. Aquestes forces van ser finalment dissoltes l'1 de setembre de 1989, unes setmanes abans de les eleccions.

### Preparació de les eleccions

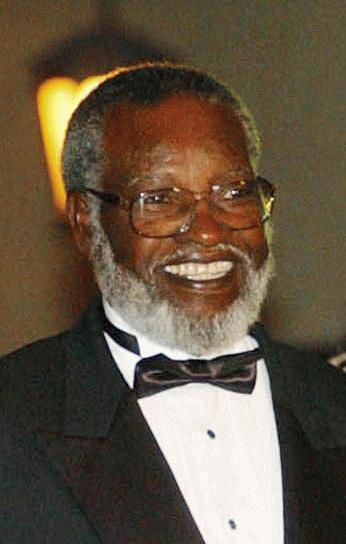
Sam Nujoma, líder del SWAPO, fou elegit primer president de Namíbia

L'objectiu final de la missió era organitzar eleccions lliures i justes per a una Assemblea Constituent que redactés una constitució per a la nació. En preparació, es van exigir diversos canvis legals. El 12 de juny, AG Pienaar va proclamar una amnistia general per als namibis que vivien a l'estranger i va derogar o esmenar 56 lleis discriminatòries. També va autoritzar l'alliberament de presoners polítics i capturats, que van ser reassentats sota la supervisió de la UNTAG. El SWAPO també va ser obligat a alliberar membres capturats de les forces de seguretat sud-africanes. Tant SWAPO com Sud-àfrica van afirmar que l'altre bàndol continuava mantenint presoners, acusacions reiterades per cadascun. Es van examinar els suposats centres de detenció pel personal de la UNTAG i es van examinar les llistes de persones desaparegudes i eventualment es van reduir a poc més de 300 persones no identificades. Els refugiats també van tornar després de l'amnistia. Molts van ser traslladats al país, registrats i van rebre ajuts. La repatriació i el reassentament dels refugiats va ser una de les funcions més àmpliament celebrades i reeixides de la UNTAG, mentre que el conflicte per l'alliberament dels presos va ser una de les més difícils.
Després de rebutjar la llei electoral proposada per AG Pienaar com a greument defectuosa, els funcionaris de la UNTAG amb l'aportació dels líders dels partits polítics van elaborar regles per als partits polítics que definien el seu paper en la nova democràcia a Namíbia. El secretari general de l'ONU també va fer un viatge a Namíbia, reunint-se amb els líders polítics que fomentaven la unitat nacional. Els membres de la UNTAG i els partits polítics es van reunir amb líders polítics a tots els nivells, per assegurar que no es fomentava la intimidació, la compra de vots i altres irregularitats i que es comuniqués que no serien tolerats pels observadors electorals o els líders del partit. El grup també va patrocinar la televisió, la ràdio i els mitjans impresos en una sèrie d'idiomes locals que volien educar la gent sobre els seus drets i responsabilitats en les pròximes eleccions i en democràcia.
UNTAG també va ser l'encarregada de registrar els votants en tot el país, vast i escassament poblat. Es van establir 70 centres de registre juntament amb 110 equips de registre mòbil per a les zones més remotes. Tots els namibis majors de 18 anys van ser elegibles per votar i el registre va superar les expectatives, il·lustrant entusiasme per tot el país per les eleccions. UNTAG també va registrar deu partits polítics per a les eleccions. Es van establir més de 350 centres de votació a tot el país i el personal de la policia, els elements militars i civils de la UNTAG es va fixar en el deure de vigilància electoral, juntament amb centenars d'especialistes addicionals en eleccions aportats per més de 25 estats membres.
En els mesos previs a les eleccions, les queixes provenen d'alguns sectors, inclosos SWAPO, els Estats Units, les ONG i la UNTAG, de pràctiques d'intimidació policial i fins i tot preparació per la manipulació de vots.
La votació va tenir lloc durant un període de cinc dies del 7 a l'11 de novembre. La votació es va produir sense problemes, i els informes d'intimidació van disminuir a mesura que es van apropar les eleccions i no es va informar de violència durant les votacions. Els votants estaven en files de fins a mitja milla de llarg en alguns llocs per votar, però al final es va informar d'una participació del 97 % amb només un poc més de l'1% dels vots declarats no vàlids. Les eleccions van ser declarades lliures i justes per tots els grups internacionals d'observadors presents i el Representant Especial de l'ONU, Martti Ahtisaari.

## Resultats
El SWAPO va guanyar les eleccions amb el 57% dels vots, a falta de la majoria de dos terços necessaris per controlar completament el procés constitucional. Es va reunir una Assemblea Constituent basada en els resultats de les eleccions per considerar un projecte de Constitució, que va ser aprovada el 9 de febrer de 1990. L'Assemblea va determinar que el 21 de març de 1990 seria el dia d'independència de Namíbia.

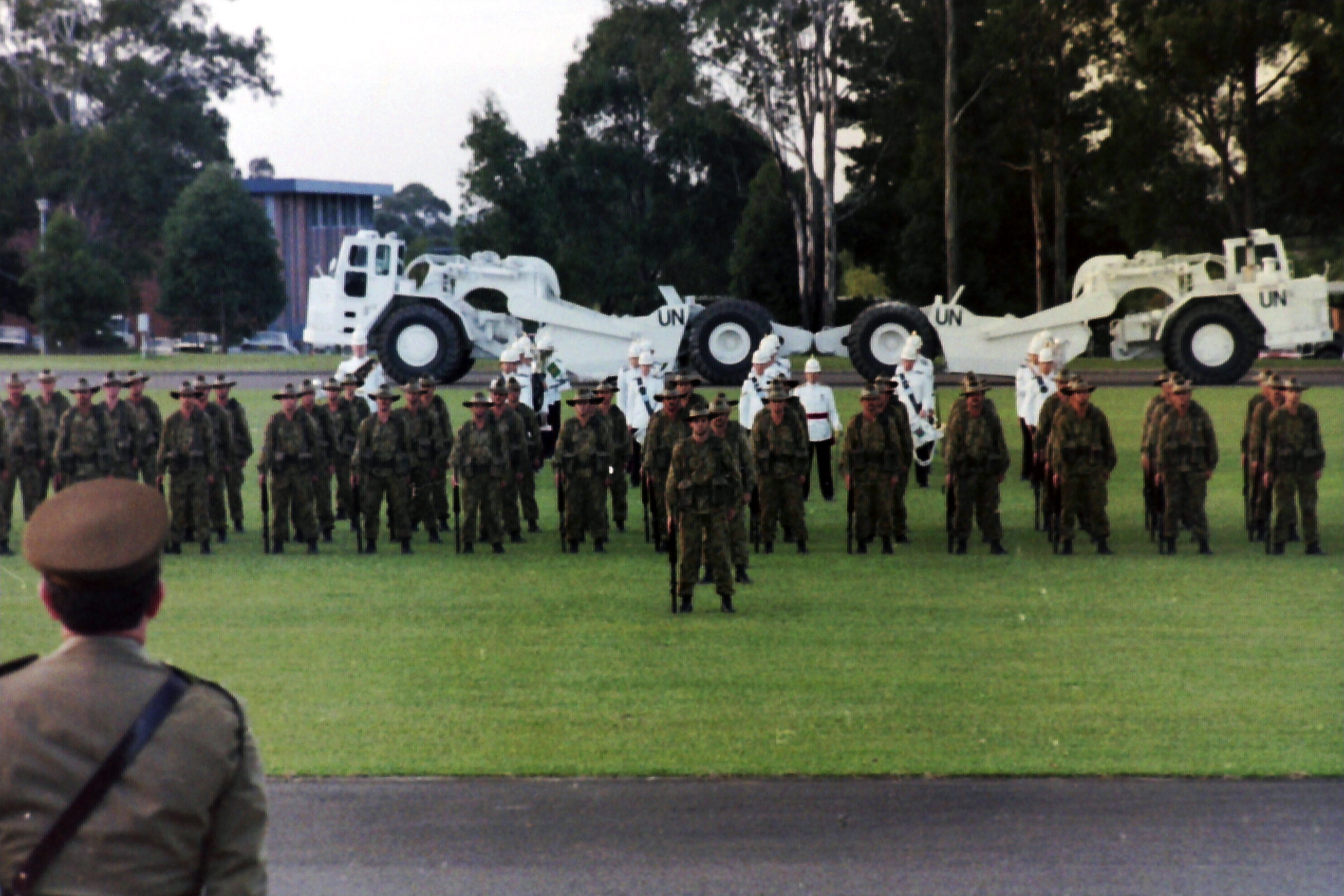
Parada d'acomiadament a Holsworthy

Després de les eleccions, AG Pienaar va continuar el seu paper al costat del representant especial de l'ONU Ahtisaari i la UNTAG. Un dels actes finals de Pienaar va ser esmenar l'amnistia de juny de 1989 per garantir contra futurs enjudiciaments no sols als exiliats de Namíbia sinó també qualsevol persona, inclosos els oficials sud-africans, la milícia i la SADF per delictes comesos durant la guerra.
En els mesos posteriors a les eleccions, les forces de la UNTAG es van retirar lentament i es van retirar les últimes forces de la SADF. Durant el dia d'independència, totes les forces de la UNTAG havien marxat a excepció d'algunes tropes militars de Kenya que es van quedar per formar el nou exèrcit de Namíbia sota un acord independent. Alguns membres del personal diplomàtic de les Nacions Unides també es van mantenir per ajudar el nou estat independent.
L'UNTAG va ser considerada molt reeixida per l'ONU i els seus estats membres. Namíbia es va convertir en una democràcia, sense la segregació racial vista sota el sistema de l'apartheid. Els problemes de seguretat havien disminuït durant la implementació de la UNTAG i les eleccions havien sortit millor del que s'esperava. Malgrat les tensions, després de les eleccions, els governs de Namíbia i Sud-àfrica havien establert relacions diplomàtiques formals. A més, es va provar que les preocupacions sobre els costos no tenien fonament, ja que la UNTAG tenia un pressupost molt inferior a l'original de 700 milions de dòlars EUA, i fins i tot amb un pressupost reduït aprovat pel Consell de Seguretat de 416 milions de dòlars, inferior als 368,6 milions US $. Hi va haver 19 morts al personal de l'ONU en poc més d'un any.